# HD114839
HD114839 — хімічно пекулярна зоря спектрального класу A3, що має видиму зоряну величину в смузі V приблизно  8,5.
Вона  розташована на відстані близько 647,1 світлових років від Сонця.